# Coleman-Kaserne

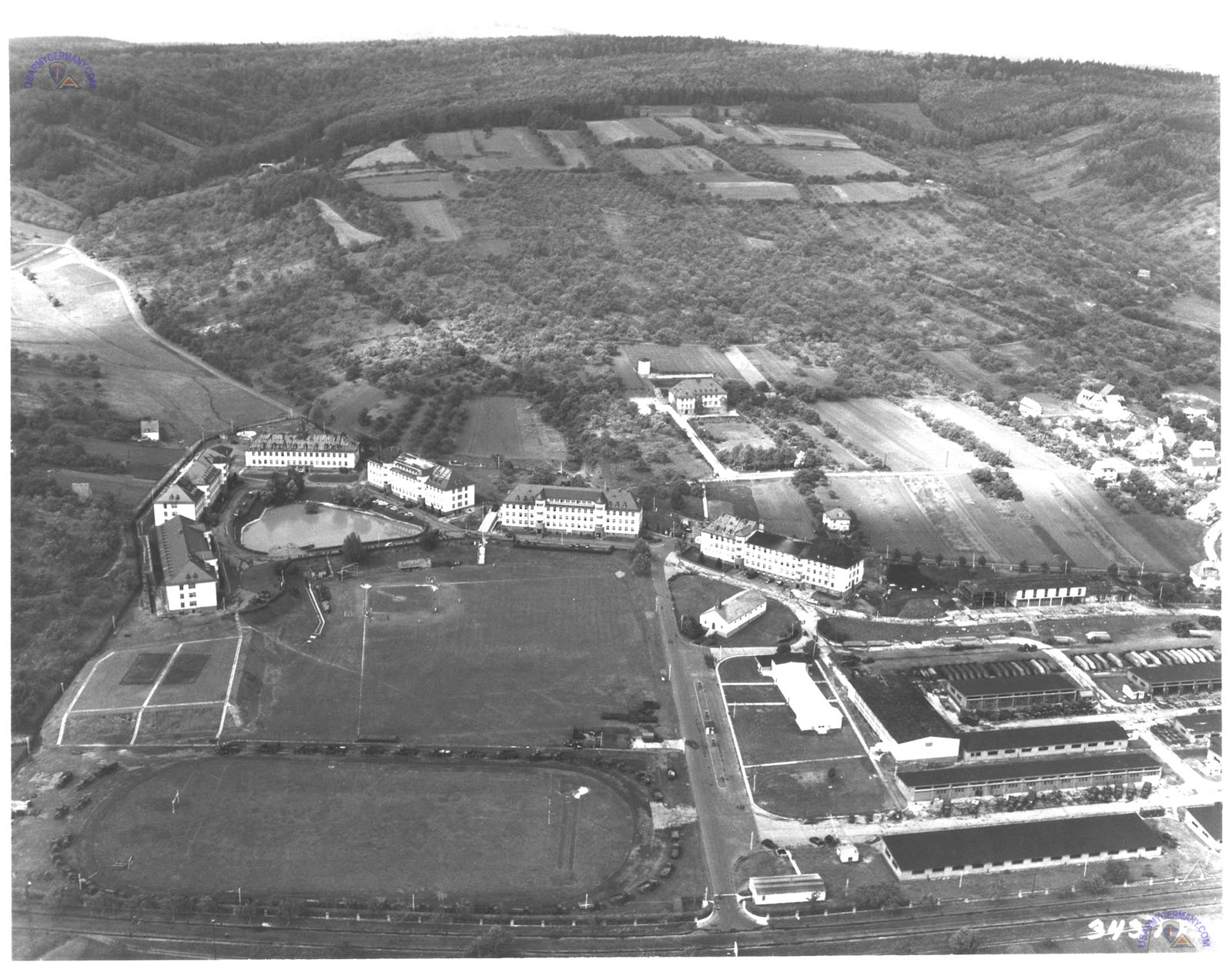
Panzerjäger-Kaserne, später Coleman-Kaserne in Gelnhausen (1950)

Die Coleman-Kaserne (nicht zu verwechseln mit der Coleman Barracks in Mannheim) ist eine ehemalige Kasernenanlage in der Stadt Gelnhausen.

## Geschichte
Nach der NS-Machtübernahme 1933 wurde die Aufrüstung der Wehrmacht beschlossen. Nun suchte die Heeresverwaltung nach einem passenden Gelände für neue Kasernen. Eines fand sich im Herzbachtal westlich der Stadt Gelnhausen, nur knapp außerhalb der durch den Versailler Vertrag entmilitarisierten Zone. Die Bauarbeiten begannen noch 1933 und wurden 1936 fertiggestellt; die Kaserne bekam den Namen Herzbachkaserne.
Die Kasernenanlage bestand aus sechs dreigeschössigen Gebäuden – fünf Mannschaftshäuser und ein Verwaltungsgebäude mit Offizierskasino – in der Mitte entstand ein Weiher. Die Architektur war angelehnt an die mittelalterliche Altstadt von Gelnhausen. An den Fassaden entstanden neun Sandsteinreliefs, die Szenen der militärischen Geschichte Deutschlands aus Sicht der nationalsozialistischen Ideologie darstellen.
Nach Eröffnung zog die Panzer-Abwehr-Abteilung 9 in die Kaserne ein. Mit Kriegsbeginn 1939 wurde die Einheit an die Westfront verlegt und kämpfte später im Osten gegen die Sowjetunion; die Kaserne stand zu dieser Zeit leer.
Nach dem Krieg besetzte die US-Armee die völlig unbeschädigte Kaserne. Ab 1951 wurden hier Einheiten der 4. Infanteriedivision stationiert, bis diese zurück in die USA zog und von der 3. Panzerdivision abgelöst wurde. Der wohl bekannteste Soldat der Coleman-Kaserne war der spätere Außenminister der USA Colin Powell, der von 1958 bis 1960 dort stationiert war. Nach ihm ist heute eine Straße nahe dem ehemaligen Kasernengelände benannt.
Nach dem Kalten Krieg wurde die 3. Panzerdivision aufgelöst und die Kaserne 1992 geräumt. Letzte Einheiten aus dem nahen Büdingen blieben noch bis 2006 in der angeschlossenen, in den 1950er-Jahren dort errichteten, Housing Area.

## Konversion
In die leerstehenden Gebäude zogen zahlreiche Firmen und Behörden ein, darunter bis zu dessen Auflösung im Jahr 2012  auch das das Kreiswehrersatzamt Gelnhausen, mit Zuständigkeit für das gesamte Rhein-Main-Gebiet. Es wurde zeitweilig als Asyl- und Flüchtlingsunterkunft genutzt. Auf dem Gebiet der Kaserne befinden sich heute das Coleman-Center mit Geschäften und Supermärkten. Der ehemalige Exerzierplatz wird für Zirkusvorstellungen und Musikveranstaltungen benutzt. Auf dem Areal ist das Seniorenzentrum Colemanpark der Martin Luther Stiftung Hanau und das Pflegeheim Colemanpark ansässig. Der Träger ist das APZ.

## Denkmalschutz
Die Coleman-Kaserne ist als Gesamtanlage ein Kulturdenkmal nach dem Hessischen Denkmalschutzgesetz.